# 聖公會聖雅各堂 (臺中市)
24°08′24″N 120°39′52″E / 24.139869048633216°N 120.66434953361141°E
聖公會聖雅各堂是臺灣聖公會於1970年在臺中市成立的一所禮拜堂，位於臺中市西區五權西路一段23號。

## 沿革
1955年美軍顧問團駐台中之聖公會教友為了信仰，由當時在臺北擔任美軍駐華軍事顧問團之軍中牧師莫華德牧師到臺中拓展開堂宣教事務。
1968年，吉爾森主教購得現今雅各堂之土地，1969年開工興建，1970年竣工。
1971年9月開設幼兒園，積極推動幼兒教育，並於1976年設立「德明樓」。1989年增建了由禮堂和宿舍組成的四層鋼筋混凝土禮堂，1991年又建造了八層「宣教樓」，1996年7月成為獨立式禮拜堂。
2015年起，張玲玲擔任駐堂牧師；2009年起，徐子賢擔任英語堂牧師。

2023年11月4日，開拓新竹傳教點人文書苑。

## 禮拜時間
以下時間以當地時間（臺灣時間）為準
- 主日崇拜 
  - 英語崇拜 09:30 - 10:30
  - 華語崇拜 10:45 - 12:30

- 新竹人文書苑
  - 華語崇拜 10:30 - 11:30
  - 晚禱 19:30-20:00

聖日：依公告

## 外部連結
- 臺灣聖公會聖雅各堂 Facebook專頁 （页面存档备份，存于）